# Убивая Еву
«Убивая Еву» (англ. Killing Eve) — британский телесериал в жанре триллера о британской разведчице Еве Поластри (Сандра О), которой поручено выследить психопатку-убийцу Вилланель (Джоди Комер). В процессе поисков героини обнаруживают взаимную одержимость. Премьера сериала состоялась 8 апреля 2018 года на BBC America. Финальный четвёртый сезон стартовал 27 февраля 2022 года.
Основываясь на серии романов Codename Villanelle Люка Дженнингса, каждый сезон сериала возглавляется разными сценаристами: Фиби Уоллер-Бридж — возглавила команду сценаристов первого сезона, Эмиральд Феннел — второго, Сюзанна Хиткот — третьего и Лаура Нил — заключительного четвёртого.
В 2019 году сериал получил три награды Британской академии кино и телевизионных искусств (BAFTA) в номинациях: «Лучший драматический сериал», «Лучшая актриса» (Джоди Комер) и «Лучшая актриса второго плана» (Фиона Шоу).

## Сюжет
Ева Поластри, которой надоела рутинная работа в британской спецслужбе МИ-5, чрезмерно интересуется женщинами-убийцами, их психологией и методами убийства. После дерзкого незаконного интервью со свидетелем Ева лишается работы. Однако она попадает в секретное подразделение МИ-6, преследующее международную убийцу, которая называет себя Вилланель. Ева погружается в расследование дела о Вилланель и обнаруживает, что сотрудники спецслужб взаимосвязаны сложнее, чем может показаться на первый взгляд. У Евы возникает нездоровая одержимость поиском Вилланель, в то время как убийца тоже начинает интересоваться Евой. Обе женщины уже не могут фокусироваться на своих начальных миссиях, потому что жаждут больше узнать друг о друге.

## В ролях

### В главных ролях
- Сандра О — Ева Поластри, агент из МИ-5, которая становится одержимой известной убийцей и на неофициальной основе начинает работать на агентство внешней разведки МИ-6.
- Джоди Комер — Оксана Астанкова / Вилланель, психопатичная опытная наёмная убийца, которая становится одержимой выслеживающей её офицером МИ-5.
- Фиона Шоу — Каролин Мартенс, глава МИ-6 по России.
- Ким Бодниа — Константин Васильев, куратор Вилланель.
- Оуэн Макдоннелл — Нико Поластри, муж Евы, преподаватель.
- Шон Делейни — Кенни Стоутон, сын Каролин, бывший хакер, завербованный МИ-6. Позже журналист «Bitter Pill» (1—3 сезон).
- Дэвид Хэйг — Билл Паргрейв, коллега Евы в МИ-5, который переходит с ней в МИ-6 (1 сезон, 4 сезон – гость).
- Даррен Бойд — Фрэнк Халетон, руководитель Евы в МИ-5 (1 сезон).
- Кирби Хауэлл-Баптист — Елена Фелтон, ассистентка Евы (1 и 4 сезоны).
- Нина Сосанья — Джесс, опытный агент, работает в команде Евы в МИ-6 (2 сезон).
- Эдвард Блюмел — Хьюго Тиллер, обеспеченный выпускник Оксфорда, который работает в команде Евы в МИ-6 (2 и 4 сезоны).
- Генри Ллойд-Хьюз — Аарон Пил, глава технологической компании после убийства своего отца, магната Алистера Пила (2 сезон).
- Радж Бахадж — Мо Джафари, новый агент МИ-6 (3 сезон).
- Турло Конвери — Беар, коллега Кенни в «Bitter Pill» (3 сезон).
- Стив Пембертон — Пол, руководитель МИ-6 (3 сезон).
- Дэнни Сапани — Джейми, новый босс Кенни в «Bitter Pill» (3 сезон).
- Джемма Уилан — Джеральдин, отчуждённая дочь Каролин (3 сезон).
- Гарриет Уолтер — Даша, олимпийская чемпионка по гимнастике, ставшая шпионкой. Бывшая тренер и наставница Вилланель (3 сезон).
- Камилль Коттен — Элен, высокопоставленный член «Двенадцати» (3—4 сезоны).
- Аньяна Васан — Пэм, новый новобранец Элен, которая работает в похоронном бюро (4 сезон).
- Роберт Гилберт — Юсуф, ассистент Евы (4 сезон).
- Лоуренс Посса — Влад, российский партнёр Каролин (1 и 4 сезоны).
- Имоджен Дэйнес — Каролин (в молодости) / Дженис (4 сезон).
- Луис Бодниа — Константин (в молодости) / Карл (4 сезон).
- Ингвар Эггерт Сигурдссон — Ларс Мейер, член «Двенадцати», имеющий связи с Каролин (4 сезон).
- Сигги Ингварссон — Ларс (в молодости) / Йохан (4 сезон).
- Мари-Софи Фердан — Ганн, опытная убийца «Двенадцати» (4 сезон).

### Приглашённые актёры
- Ремо Джироне — Сезар Греко, цель Вилланель (сезон 1).
- Эдвард Акрот — Диего, самоуверенный наёмный убийца, работающий с Вилланель (сезон 1).
- Сьюзен Линч — Анна, бывшая учительница Вилланель по языкам и любовный интерес (сезон 1).
- Джулиан Бэррэтт — Джулиан, человек, пустивший раненную Вилланель в свой дом (сезон 2).
- Зои Уонамейкер — Хелен Якобсен, сотрудница британской разведки и начальница Каролин (сезон 2).
- Эдриан Скарборо — Рэймонд, член «Двенадцати» и один из бывших кураторов Вилланель (сезон 2).
- Шеннон Тарбет — Эмбер Пил, сестра Аарона (сезон 2).
- Адель Ахтар — Мартин, эксперт британской разведки по психопатам (сезон 2).
- Эмма Пирсон — Джемма, преподаватель и коллега Нико (сезон 2).

## Производство
Первый сезон из восьми эпизодов был заказан 15 ноября 2016 года.

### Съёмки
Съёмки первого сезона сериала начались 17 июля 2017 года в Тоскане и продолжились в Париже, Берлине, Бухаресте, Тервилле, Лондоне и в киностудиях Западного Лондона.
Сцены открытия венского кафе были сняты в баре «Garibaldi» в Колле-ди-Валь-д’Эльса, небольшом городке на вершине холма к северо-западу от Сиены, Тоскана. Неоклассический румынский концертный зал Athenaeum в Бухаресте был переоборудован в декадентское кафе для сцены в Москве. Съёмки также проходили в Оксфорде.
Съёмки второго сезона начались 16 июля 2018 года и завершились 14 декабря. Съёмки третьего сезона начались в августе 2019 года в Лондоне и завершились в январе 2020 года. Съёмочный процесс проходил в Брашове, Румыния и в Барселоне, Испания.

### Кастинг
Сандра О была первой, кого утвердили на роль Евы Поластри. У Сандры возникла путаница по поводу того, какого персонажа она могла бы сыграть, когда ей впервые отправили сценарий, прежде чем её агенты подтвердили, что она будет исполнять роль Евы.
На роль Вилланель рассматривалось более 100 актрис до того, как была найдена Джоди Комер.
Первоначально Фиби Уоллер-Бридж рассматривала себя на роль Евы или Вилланель, но отказалась от этой идеи. Предполагается, что персонаж, которого сыграет Уоллер-Бридж, станет жертвой Вилланель и появится в третьем сезоне.
В августе 2019 года Deadline Hollywood объявили, что Гарриет Уолтер и Дэнни Сапани присоединились к актёрскому составу третьего сезона.
В ноябре появились новые данные, к команде присоединились: Джемма Уилан, Стив Пембертон, Радж Бахадж и Евгения Додина.

### Саундтрек
Группе Unloved, в состав которой вошли: Джейд Винсент, Кифус Сьянсия и Дэвид Холмс, было поручено написать музыку для сериала.

## Эпизоды
Основная статья: List of Killing Eve episodes
| Сезоны | Сезоны | Эпизоды | Оригинальная дата показа | Оригинальная дата показа |
| Сезоны | Сезоны | Эпизоды | Премьера сезона          | Финал сезона             |
| ------ | ------ | ------- | ------------------------ | ------------------------ |
|        | 1      | 8       | 8 апреля 2018            | 27 мая 2018              |
|        | 2      | 8       | 7 апреля 2019            | 26 мая 2019              |
|        | 3      | 8       | 12 апреля 2020           | 31 мая 2020              |
|        | 4      | 8       | 27 февраля 2022          | 10 апреля 2022           |

## Реакция

### Отзывы критиков
Сериал «Убивая Еву» вошел в рейтинг лучших сериалов 2018 года, опубликованный редакцией сайта «КиноПоиск».

#### Первый сезон
На сайте Rotten Tomatoes первый сезон имеет рейтинг 96 %, что основано на 100 рецензиях критиков, со средним баллом 8.3 из 10. Критический консенсус сайта гласит: «Обольстительный и удивительный, убийственный сериал в концепции „шпион против шпиона“ дарит зрителям смелое развлекательное шоу, которое, наконец, использует талант Сандры О».
На сайте Metacritic первый сезон сериала набрал 83 балла из 100, что основано на 22 отзывах критиков, что указывает на «всеобщее признание».
Дженна Шерер, писавшая для Rolling Stone, охарактеризовала «Убивая Еву» как: «веселую, кровавую, не поддающуюся классификации и своеобразную, стильную историю об одержимости и психопатии».
Майк Хейл писал в The New York Times, что «сюжет и характеры персонажей развиваются не так, как мы привыкли».
Мелани Макфарланд писала для новостного портала Salon: «Убивая Еву» назвали «феминистским триллером» и «идеальным шоу для эпохи #MeToo».
Уилла Паскин писала для Slate, что «Убивая Еву» — это история о «буквальной опасности недооценивать женщин: не замечать женщину, которая может тебя убить, недооценивать женщину, которая может её остановить».

#### Второй сезон
На сайте Rotten Tomatoes второй сезон имеет рейтинг 93 %, основанный на 67 рецензиях критиков, со средним баллом 8.2 из 10. Критический консенсус сайта гласит: «С опасной игрой в „кошки-мышки“, „Убивая Еву“ возвращается в захватывающем втором сезоне со значительно более высокими ставками, мрачным юмором и потрясающей динамикой между персонажами, укрепляя свою позицию в качестве одного из лучших психологических триллеров».
На сайте Metacritic второй сезон сериала набрал 86 баллов из 100, что основано на 22 отзывах критиков, что указывает на «всеобщее признание».
Читра Рамасвами писала для газеты The Guardian, что сериал «искореняет старые, приевшиеся сексистские ходы сюжета психологических триллеров, а затем рассказывает о них с феминистическим юмором».
Эмили Нуссбаум написала в The New Yorker, что мощная идея, лежащая в основе шоу, заключается в том, что «женственность сама по себе является своего рода социопатией, эффект от которой, если вы по-настоящему начнёте его использовать, может стать источником высшей силы». Также она писала, что Вилланель «делает то, что она всегда делает, — эксплуатирует женоненавистничество общества, подражая его жертве».

#### Третий сезон
На 16 апреля 2020 года на сайте Rotten Tomatoes, третий сезон имеет рейтинг 84 %, основанный на 37 рецензиях критиков, со средним баллом 6,7 из 10. Критический консенсус сайта гласит: «Если третий сезон „Убивая Еву“ не будет таким уж глубоким, сериал всё равно останется отличной ареной для демонстрации убийственной химии между Джоди Комер и Сандрой О».
На сайте Metacritic третий сезон сериала набрал 62 балла из 100, что основано на 12 отзывах критиков, что указывает на «в целом благоприятные отзывы».

### Четвертый сезон
Финал сериала вышел в эфир 10 апреля 2022 года, вызвав большую негативную реакцию со стороны фанатов и попал в списки худших телевизионных финалов. Дженнингс в статье для «Гардиан» утешил расстроенных фанатов, посчитав финал «преклонением перед условностями». Перед съемками четвертый сериал испытал негативную реакцию, когда сценарист Кейли Ллевеллин опубликовала в Твиттере скриншот звонка в Zoom с другими сценаристами четвертого сериала. Это привело к критике отсутствия разнообразия в комнате писателя, учитывая, что одной из главных героинь сериала была азиатка.

### Награды и номинации
- 2018 — две номинации на Прайм-таймовую премию «Эмми» за лучшую женскую роль в драматическом сериале (Сандра О) и за лучший сценарий для драматического сериала (Фиби Уоллер-Бридж).
- 2019 — прайм-таймовая премия «Эмми» за лучшую женскую роль в драматическом сериале (Джоди Комер), а также 8 номинаций: лучший драматический сериал, лучшая женская роль в драматическом сериале (Сандра О), лучшая женская роль второго плана в драматическом сериале (Фиона Шоу), лучшая режиссура для драматического сериала (Лиза Брюльман), лучший сценарий для драматического сериала (Эмеральд Феннелл), лучший кастинг для драматического сериала, лучшая работа художника для современной повествовательной программы, лучший монтаж для драматического сериала.
- 2019 — три премии BAFTA TV: лучший драматический сериал, лучшая женская роль (Джоди Комер), лучшая женская роль второго плана (Фиона Шоу). Кроме того, сериал получил 4 номинации: лучшая женская роль (Сандра О), лучшая мужская роль второго плана (Ким Бодниа), лучший режиссёр (Гарри Брэдбир), «Момент, который нужно увидеть» (эпизод «Ева наносит удар Вилланель»).
- 2019 — премия Гильдии киноактёров США за лучшую женскую роль в драматическом сериале (Сандра О).
- 2019 — премия «Золотой глобус» за лучшую женскую роль в драматическом сериале (Сандра О), а также номинация за лучший драматический сериал.
- 2019 — две номинации на премию «Сатурн»: лучший сериал в жанре экшн/триллер, лучшая женская роль в телесериале (Сандра О).
- 2020 — 8 номинаций на Прайм-таймовую премию «Эмми»: лучший драматический сериал, лучшая женская роль в драматическом сериале (Сандра О и Джоди Комер), лучшая женская роль второго плана в драматическом сериале (Фиона Шоу), лучший кастинг для драматического сериала, лучший отбор музыки, лучшие современные костюмы, лучшая работа художника для современной повествовательной программы.
- 2020 — номинация на премию BAFTA TV за лучшую женскую роль (Джоди Комер).
- 2020 — номинация на премию Гильдии киноактёров США за лучшую женскую роль в драматическом сериале (Джоди Комер).
- 2020 — две номинации на премию «Золотой глобус» за лучший драматический сериал и за лучшую женскую роль в драматическом сериале (Джоди Комер).
- 2021 — номинация на премию BAFTA TV за лучшую женскую роль (Джоди Комер).
- 2021 — номинация на премию «Золотой глобус» за лучшую женскую роль в драматическом сериале (Джоди Комер).
- 2022 — две номинации на Прайм-таймовую премию «Эмми» за лучшую женскую роль в драматическом сериале (Сандра О и Джоди Комер).